# Piercing

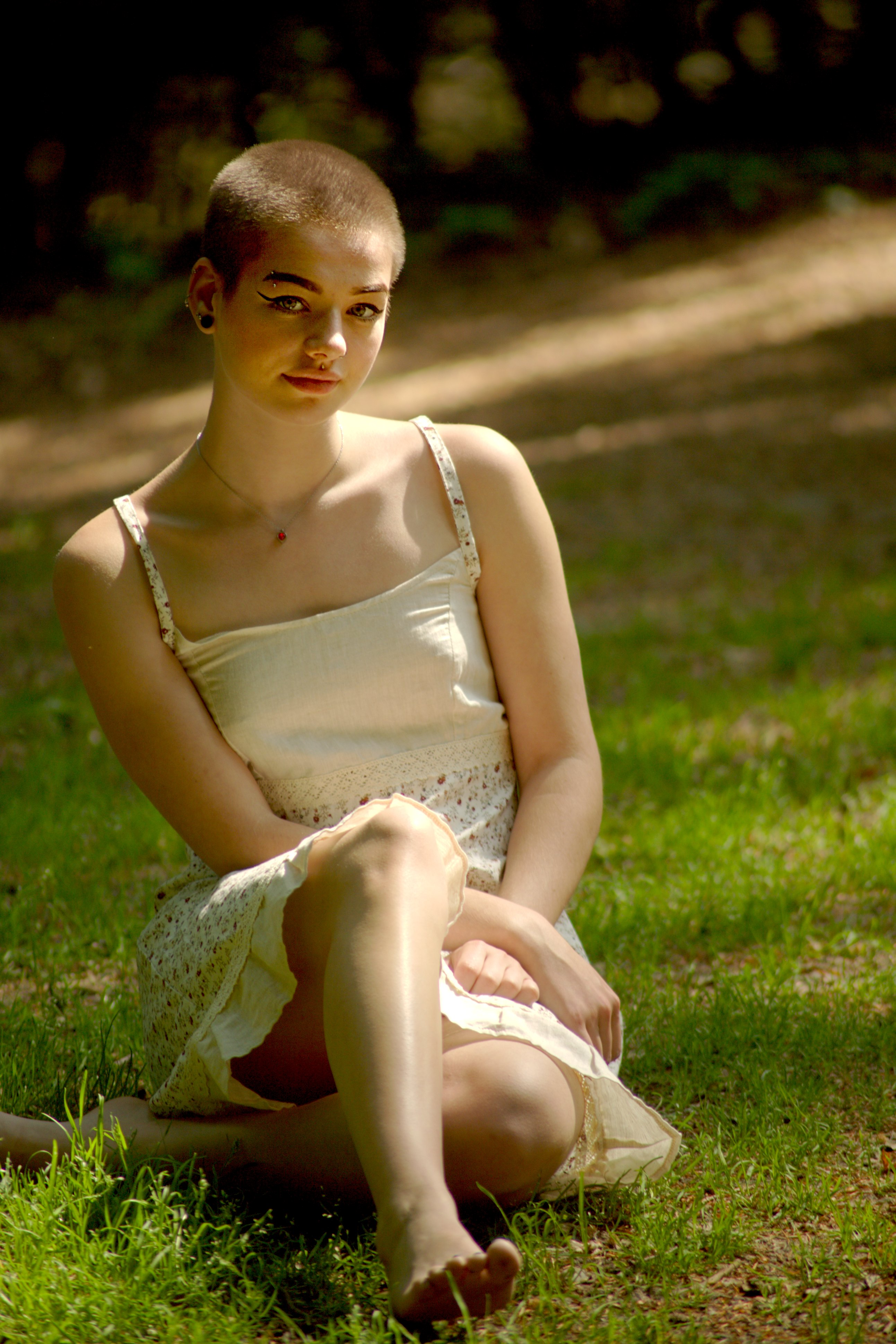
Fiatal lány piercingekkel

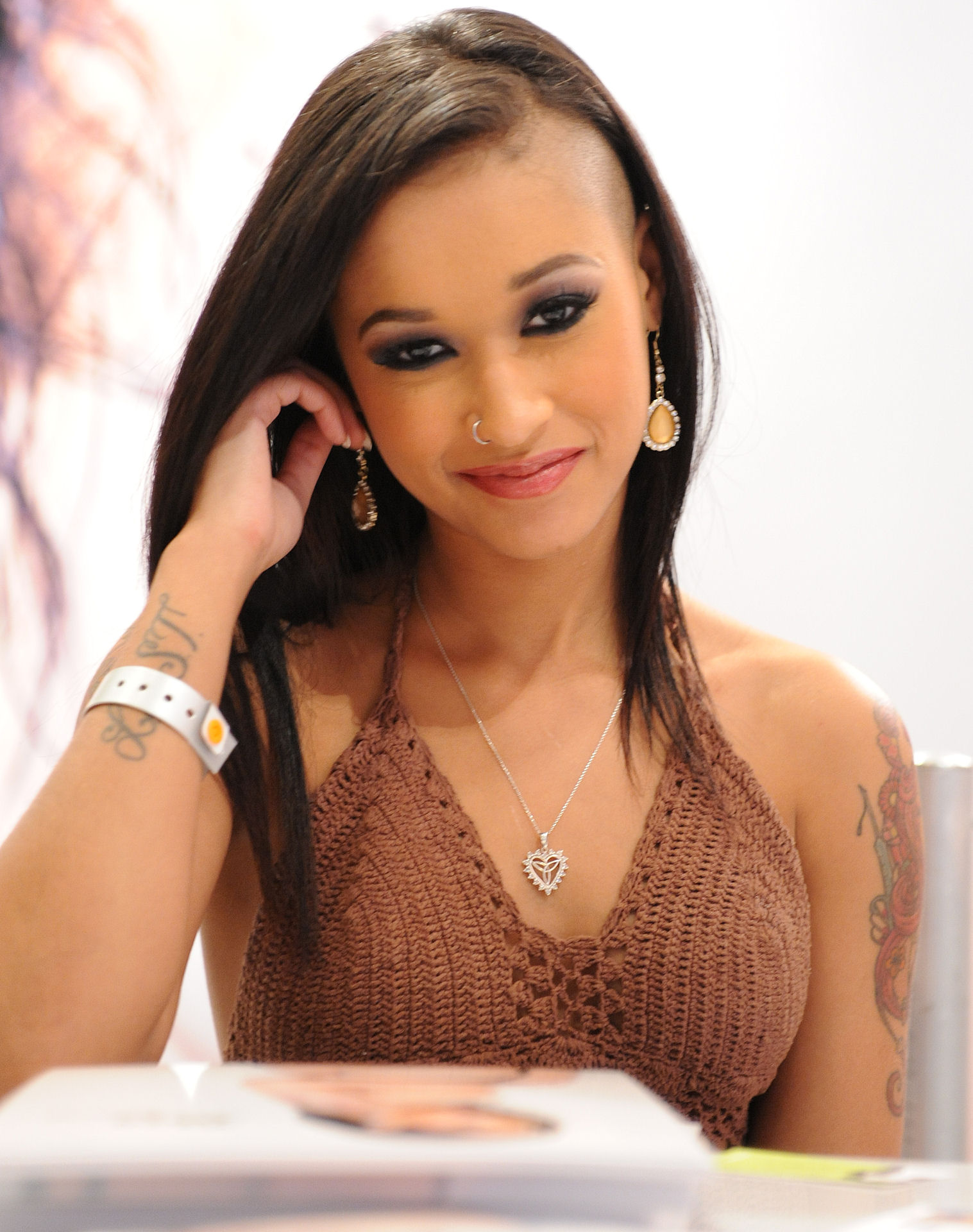
Orrpiercing

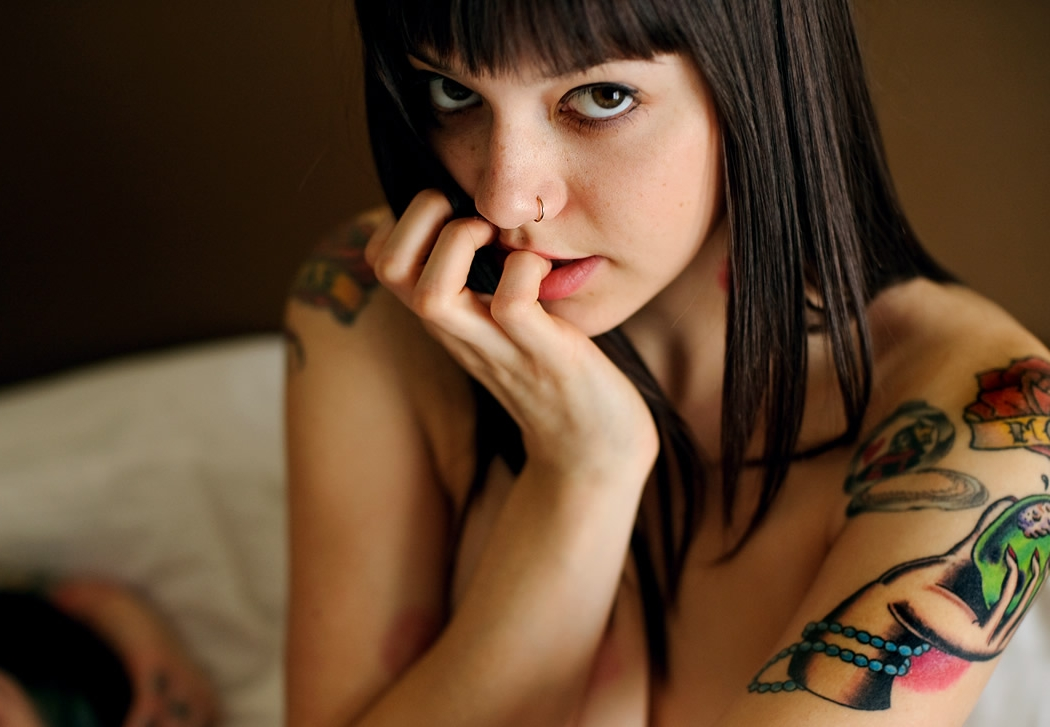
Orrpiercing

A piercing angol eredetű szó, magyar neve: testékszer (a szó eredeti jelentése: 'áthatolás', így szigorú értelemben a piercing az a lyuk, amibe az ékszert helyezik).
A testékszer nem a modern kor találmánya: több ősi kultúrában is megtalálhatjuk, különösen a primitív népeknél. A legelső ékszerek növényi és állati nyersanyagokból készültek, ezeket követték a sárgarézből és nemesfémből megmunkáltak. A természetes, készen talált alapanyagokat (csigák, kagylók) véséssel, karcolással tették még szebbé.
Ma az ékszerek anyaga szövetbarát orvosi fém, titán vagy anyagában színezett nióbium. Kialakításánál arra törekednek, hogy az ékszer bőr alatti részei egyforma vastagságúak legyenek, így jobban belesimulnak a testbe.
A piercing viselését az embereknél különböző elvek indokolhatják, ezek lehetnek vallási, kulturális megfontolások, vagy mint manapság a nyugati világban elterjedt: egyszerűen csak testdíszek.

## Ősi időkben
Az ősi ékszereknek nem csak díszítő funkciója volt, hanem kifejezte az egyén rangját, szerepét vagy egy közösségbe való tartozását.
A piercing megtalálható ázsiai, afrikai és ausztráliai népeknél; észak- és dél-amerikai indiánoknál egyaránt. Például alsó részén átfúrt fülkagylójukban nehezéket viselő, a kayan-kenyah népcsoporthoz tartozó nők Sarawak malajziai tartományban; észak- és dél-amerikai indiánok körében az átfúrt alsó és néha felső ajakba helyezett tányér alakú faék; számos fekete bőrű népcsoporthoz tartozó nő visel az orrában ezüst-, ébenfa vagy bambuszpálcikát.
Egyiptomban a királynők privilégiuma volt a köldökékszer, az ókori Rómában a férfiasságot jelképezte a mellbimbón átszúrt karika, XIV. Lajos korában a felsőbb osztályok hölgyeinek eleganciáját erősítette a mellékszer, a XX. század elejéig pedig fülbevaló volt szokásos a kézművesek körében.

## A piercing elterjedése
Etiópiában a nők alsó ajkát kislány korukban átlyukasztják, aztán egy kis gallyat fűznek át rajta, amit egyre hosszabb darabok követnek egészen a házasságig, amikorra az ajkuk már teljesen kitágul.
Egy másik fajta piercing a mali peul törzsnél alkalmazott füllyukasztás, melynek során a fülkagylót teljes íve mentén apró ezüstgyűrűkkel vagy pedig hatalmas aranyfüggőkkel díszítették. A függők a csábítás és a gazdagság jelképei voltak.
Míg korábban többnyire a fül-, orr- és szájékszereket használták, addig ma nem nagyon van olyan testtájék, ahova nem lehetne „beszereltetni” egy bogyót, karikát. Egyre divatosabb a bőr alá beültetett, a seb gyógyulása után kidomborodó, mintát adó piercing is.

## A piercing felvitele
A piercing kívánt testrészre való elhelyezése történhet a bőr kilyukasztásával vagy belövésével.
A nyugati világban erre szakosodott szalonok állnak a testékszert viselni óhajtók rendelkezésére. Ezek a szalonok higiéniailag meg kell feleljenek a vonatkozó előírásoknak és rendeleteknek.

## A piercing viselése
A piercing viselése a test minden táján elterjedt. A legkedveltebb testrész a köldök, de gyakori az orr-, a szemöldök-, a nyelvpiercing is.

### Mellgyűrűk
Nők és férfiak egyaránt hordják; állítólag a mellbimbó ettől sokkal érzékenyebbé válik. Azonban komplikációt okozhat, főleg a hölgyek körében, leginkább szoptatás idején.

### Köldökékszerek
A hölgyek körében a legelterjedtebb piercing, mert kihangsúlyozza a csípőt és a hasat. Vigyázni kell a viselésénél, mert bármilyen kis erő (például a nadrág vagy a szoknya övrésze) könnyen kiszakíthatja a helyéről. Orvos kifejezetten szükséges egy ilyen beavatkozáshoz.

### Intimpiercingek
Az intimpiercingnek több fajtája is ismeretes, a férfiak és a nők számára készült ékszerek közt egyaránt.

#### Albert herceg gyűrű
Férfiaknak készült ékszer: a húgycső kivezetésétől a fitymaszalagig húzódik, általában 25–30 mm átmérőjű. Hátránya, hogy az ékszer vizelés közben „csillagszórószerűen” szórja szét a vizeletet.

#### Ampallang
Férfiaknak készült ékszer. Ezt a rudat (pálcát) a makkon átszúrva viselik. A rúd két végén golyók vannak felerősítve.

#### Dydoe
Férfiaknak készült ékszer. A makkperemet szúrják át, karikát vagy rudat helyeznek be, és ezzel azt a hatást érik el, hogy valahányszor áthalad rajta a fityma, a férfit szexuálisan izgatja.

#### Oetag
Férfiaknak készült ékszer. A makkot jobbról vagy balról félig átlyukasztják a húgyvezetékig, és ide helyezik be a karikát. A férfiak általában kettőt vagy még többet viselnek ebből az ékszerből. Egy speciális fajtája olyan, amelynél a jobbról és balról érkező gyűrűket egy intimlakattal összezárják, s ez megakadályozza a közösülést.

#### Hafada
Férfiaknak készült ékszer. A herezacskót átlyukasztva egy gyűrűt helyeznek bele, ami a herét lefelé húzza.

#### Csiklógyűrű
Nőknek készült ékszer. A csiklón levő vékony bőrráncot köti össze egy karikával.

#### Külső és belső szeméremajak-gyűrű
Nőknek készült ékszer. A belső és a külső szeméremajak-gyűrű közti különbség nem más, hogy míg a belső ékszer a szeméremajkat szúrja át, addig a külső a közvetlen mellette elhelyezkedő érzékeny bőrfelületet. Gyűrűk sokaságát be lehet helyezni a külső szeméremajkakba.

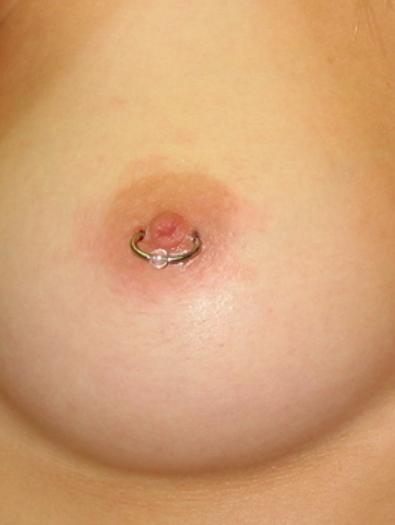
Női testékszer
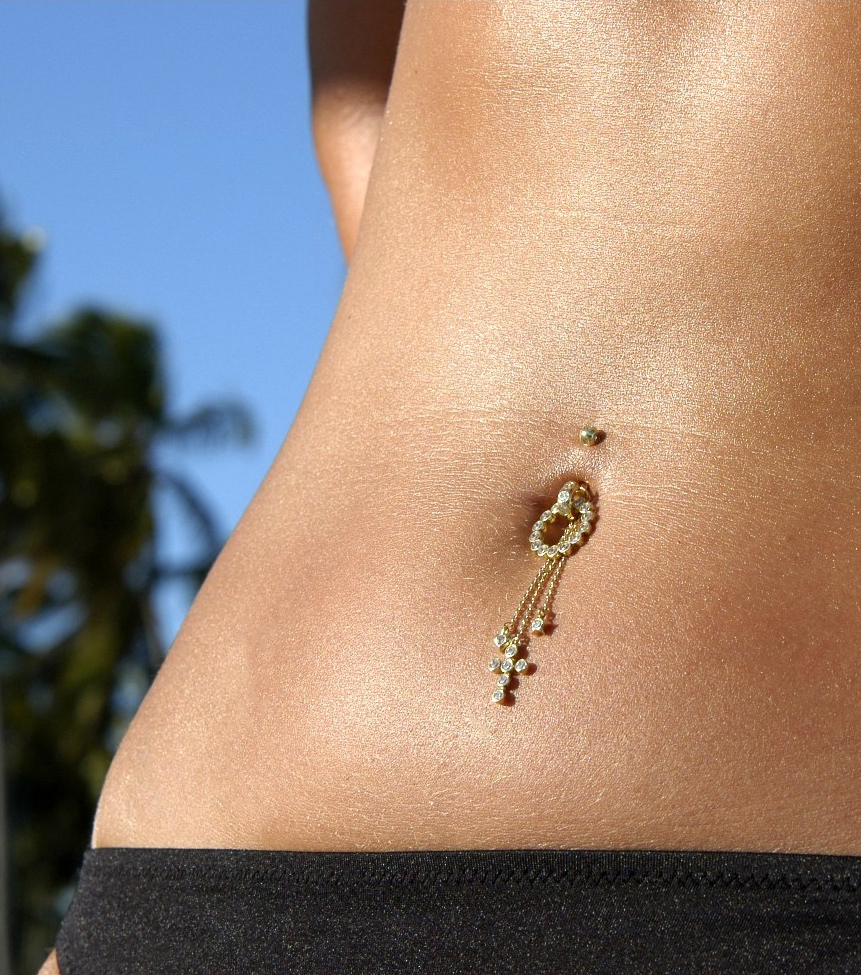
Köldökpiercing
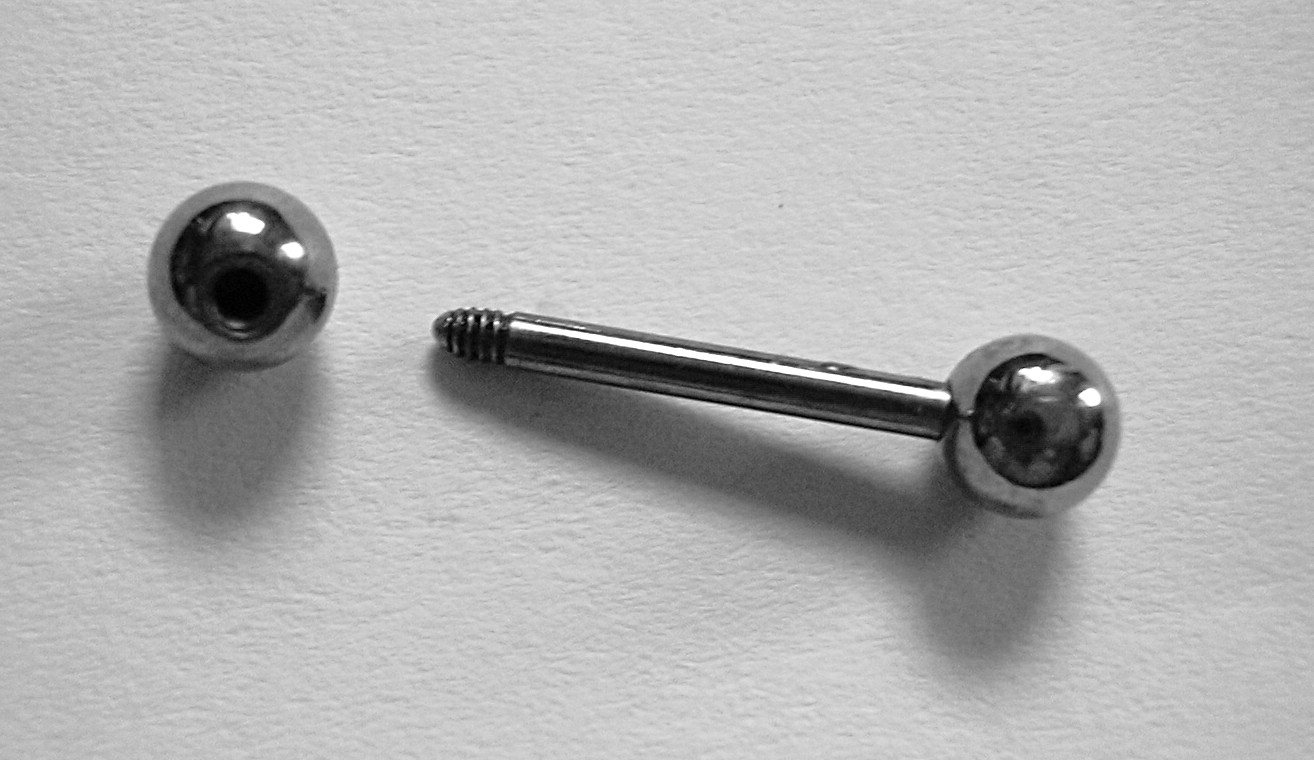
Ampallang
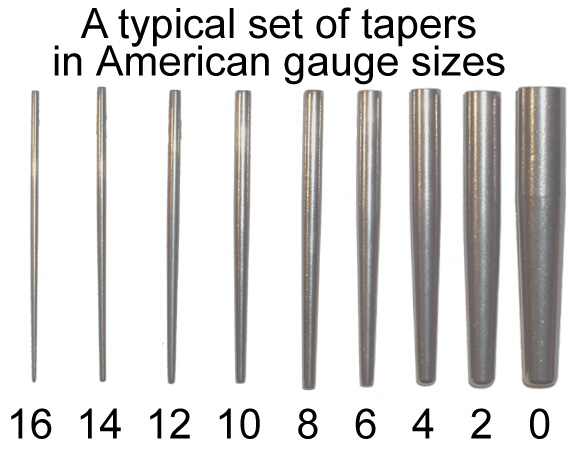
Lyukasztó tűk
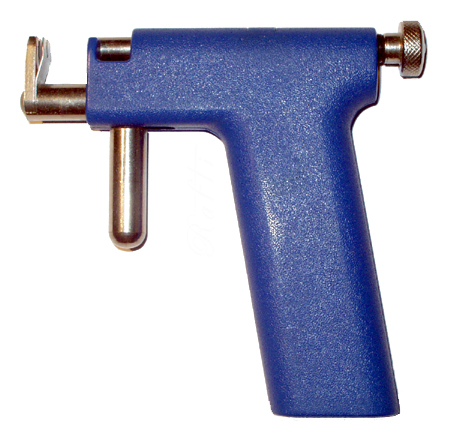
Piercingbelövő pisztoly
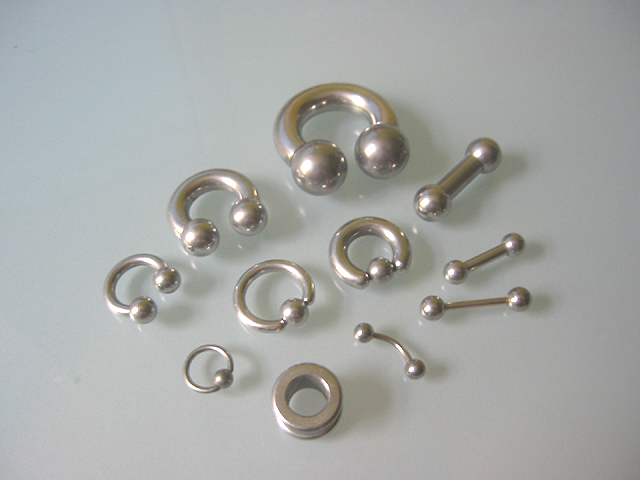
Piercingek
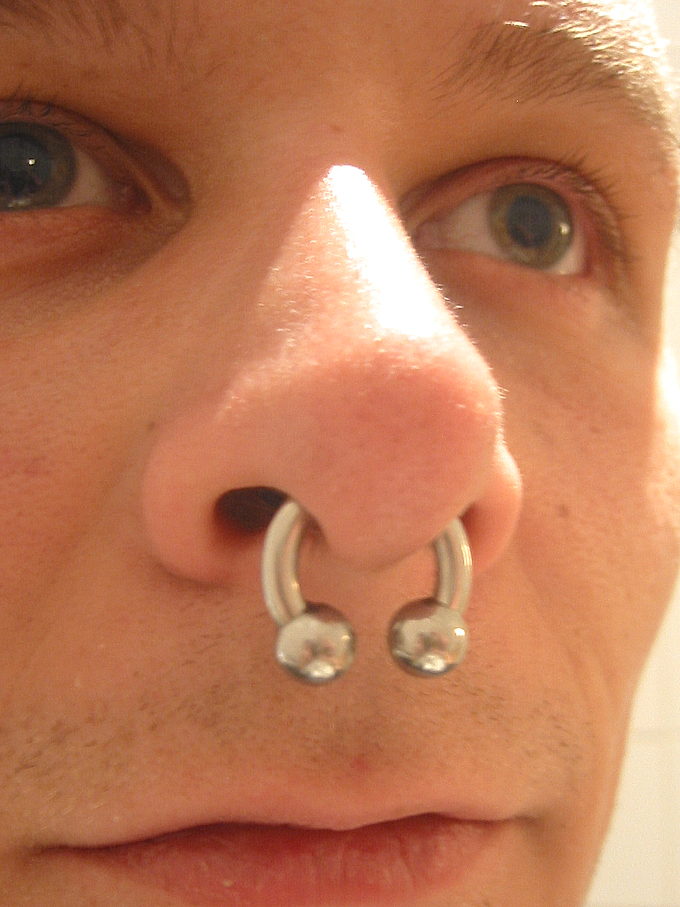
Septum orrpiercing
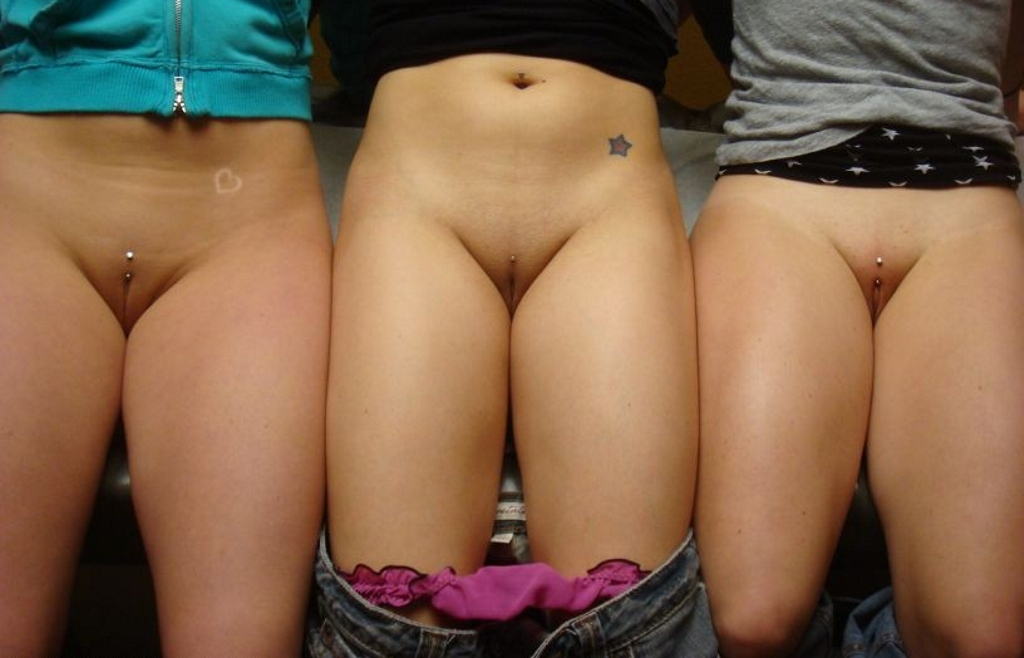
„Christina” és „Nofertiti” típusú női intimpiercingek
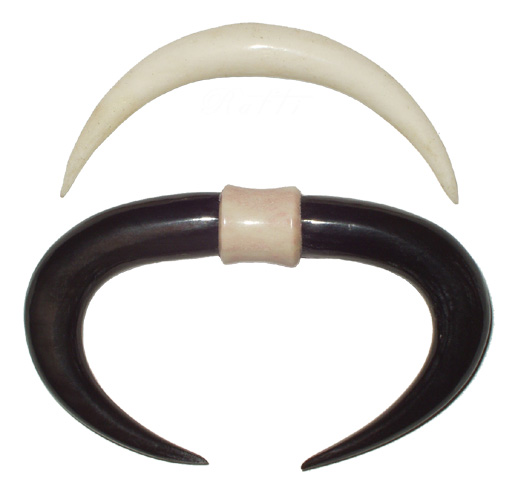
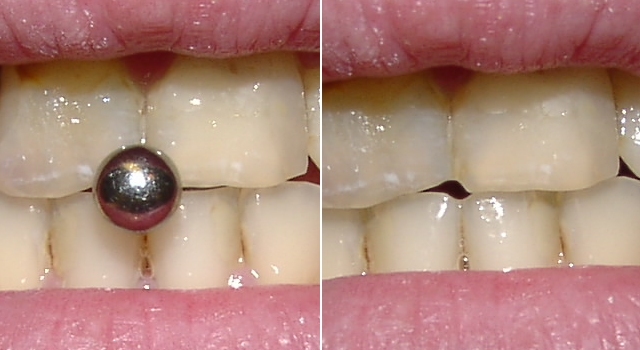

## Hatása az egészségre
A piercingek többnyire biztonságosak, és nem okoznak egészségkárosodást.
A leggyakoribb gond a testékszert viselőknél az allergia; az ékszerekben levő nikkel erősen allergizál. Ezért ajánlott minél jobb minőségű anyagból (acél, arany, platina, nióbium, titán) készült ékszert viselni.
A piercing viselése közben gyulladás léphet fel az adott testtájékon (például ha a seb bepiszkolódik, elfertőződik). Okozhat sérüléseket is.
A nyelvpiercing a fogak egészségére igen káros: szinte minden viselőnél megfigyelhető a fog deformálása, az íny visszahúzódása, gyulladása.
Az intimpiercing pedig a csiklót zavarhatja, és gyulladást okozhat a női test legérzékenyebb, leginkább beidegzett testrészén.

## Orvosi vélemények
Az orvosi vélemények megegyeznek abban, hogy az orrpiercing kezelése a leghosszabb és legnehezebb. Mivel itt porcot szúrunk át, nagyobb a fertőzésveszély, a gyógyulási idő is hosszabb. Ebből a szempontból az ajak- és a köldökpiercing a legbiztonságosabb, mivel a húsba szúrt ékszer hamarabb gyógyul, és kisebb a fertőződés veszélye. Bár ha a szájunkba nem megfelelő helyen csináltatunk ékszert, könnyen érhet ideget és bénulhat le az arcunk.